# Марк Генуцій Авгурін
Марк Гену́цій Авгурі́н (лат. Marcus Genucius Augurinus; близько 480 до н. е. — після 445 до н. е.) — політичний діяч ранньої Римської республіки, консул 445 року до н. е.

## Життєпис
Походив з патриціанського роду Генуціїв. Син Луція Генуція Авгуріна. Про молоді роки нічого невідомо.
У 445 році до н. е. його було обрано консулом разом з Гаєм Курцієм Філоном. На цій посаді разом з колегою протистояв народному трибуну Гаю Канулею щодо затвердження закону Lex Canuleia, який дозволив би законні шлюби патриціїв з плебеями. Також Генуцій виступав проти допуску плебеїв до консулату. Не зміг завадити прийняттю першого закону, проте разом із сенатом не допустив ухвалення другого закону Канулея.
Щоб не допустити плебеїв до влади після своєї каденції за рішенням сенату Марк Генуцій з колегою провів перше обрання нової посади магістратури — військових трибунів з консульською владою.
З того часу про подальшу долю Марка Генуція Авгуріна відомості відсутні.